# Српска ваздухопловна индустрија
Краљевина Србија постала је део нове државе Краљевства Срба, Хрвата и Словенаца, које је формирано 1. децембра 1918. Иако је индустрија била на врло ниском нивоу развоја, држава је била међу првих 10 земаља на свету које су развиле сопствену производњу авиона. Првобитно су се састављали само делови произведени у страним фабрикама, али је врло брзо започела производња домаћих компонената, као и инжењеринг. Претеча домаће авионске индустрије била је Авионска радионица ( Аеропланска радионица ) која је основана 1920. године на аеродрому у Новом Саду. У њој је почела монтажа пробне серије Ханза-Бранденбург Ц.И . Серија је добила име СБр, јер је овај тип авиона у Србији био познат као средњи Бранденбург. 
Од 1923. до 1941. године у Србији је постојало 7 фабрика авиона, од којих су се 4 налазиле у главном граду Београду, и 2 фабрике авионских мотора. Такође, неки авиони су произведени у авионским радионицама, аеро клубовима и приватним радионицама. Такође су постојале фабрике за авионску опрему и радионице за поправке и ремонте авиона, мотора и компонената. Главни потицај индустрији била је одлука државе из 1926. године да набави преко 800 ловаца и неколико стотина тренера и школских авиона. Добијене су додатне стране лиценце. Напредак индустрије заустављен је 1932. године када је држава зауставила даљу набавку авиона због Велике кризе . Производња се поправила од 1937. надаље.
Према Државној заједници авионске индустрије Краљевине Југославије, државна авио-индустрија и помоћна индустрија запошљавале су 300 инжењера и техничара, 500 запослених и 6 000 радника. Укупно је у Србији између два светска рата произведено 1.729 војних и цивилних авиона. Од тога, ниједан није био теретни или извиђачки авион . Један од најважнијих људи у техничком развоју дизајна авиона био је инжењер Миленко Митровић "Спирта", који је у периоду 1928-40. развио бројне дизајне авиона.

## Фабрике

### Икарус (1923-62)
Прва правилна фабрика основана је 20. новембра 1923. године у Новом Саду. Покретач његове основе био је Димитрије Коњовић (1888-1982), бивши пилот ваздухопловних снага Аустро-Угарске у Првом светском рату . Основао је Икарус заједно са браћом Душаном и Миливојем Ковачевићем и инжењером Јосипом Миклом. Заједно са творницом Рогожарски, основаном нешто касније, добили су задатак да направе тренажни авион „ ШБ “ ( школски Бранденбург, дословно „школа (инг) Бранденбург“). У априлу 1924. испоручени су први авиони, док је у новембру 1924. фабрика произвела први авион ручне израде, док је пројектни биро компаније израдио нацрт тренерског летећег брода „ШМ“ ( школски морнарички (авион).
1927-28. Икарус је изградио нове погоне у Земуну, опремљене за серијску производњу авиона и сопствени аеродром. Крајем 1932. године седиште предузећа се такође преселило у Земун. Производња у Новом Саду потпуно је прекинута 1932. Године 1934. град Земун је званично припојен Београду.
У периоду 1923-41, Икарус је произвео укупно 441 авион. Неки од најбољих авиона произведених у фабрици укључују посматрачки авион Потез XV, лаки бомбардер Бристол Бленим и ловце Хoкер Фјури и Икарус ИК-2 . Била је то прва компанија која је 1928. године започела производњу једрилица . Такође су конструисали први српски и југословенски борбени авион, потпуно домаћег дизајна, ИК-1, 1935. године, који су пројектовали Љубомир Илић и Коста Сивчев.
Одмах након окупације Југославије, Немци су преузели команду над фабриком 17. априла 1941. Комплекс је тешко бомбардиран током масовног савезничког васкршњег бомбардовања Београда у априлу 1944. Објекти Икаруса били су готово потпуно уништени током рата, али фабрика је обновљена. 1946. Змај и Рогожарски су спојени са Икарусима, након што су претходно национализовани. Компанија је 1954. године започела производњу аутобуса, а од 1960. године производња авиона је угашена и пресељена у фабрику СОКО у Мостару, Босна и Херцеговина . Производња авиона потпуно је прекинута 1962. године и до тада је Икарус произвео укупно 475 авиона након рата. Објекти су у потпуности срушени, а подручје данас заузимају стамбене зграде које се протежу између хотела Југославија на истоку и улице Палмира Тољатија (приближно блокови 9-А и 11-Ц. Подељени између општина Земун и Нови Београд).  Инжењери и пројектни биро пребачени су у Ваздухопловно-технички институт у београдском предграђу Жарково . Компанија је на крају преименована у Икарбус.
Познати авиони конструисани у Икарусу након рата укључују ловац Икарус С-49, тренажери Икарус 213 и Икарус 522, лагани извиђачки бомбардер Икарус 214 и беба твин-јет Икарус 452М .
Управна зграда предузећа, која је изграђена 1938. године као део комплекса, од 2018. године једна је од најстаријих преживелих зграда на Новом Београду . У јуну 2017. најављено је да ће зграда бити срушена како би приватни инвеститор уместо ње могао да изгради високи зид . Мештани су се организовали настојећи да зграду адаптирају у музеј. 2018. године Цитизен је протествовао, срушио грађевинске оставе и физички спречио инвеститора да уништи зграду, па је полиција интервенисала. Инвеститор је затим објавио таблу која је показала да ће оригинална зграда бити сачувана, али знатно проширена и надграђена. Ипак, доведена је тешка машина за рушење, па су грађани поново протестовали у марту. Наследници власника пре Другог светског рата компаније „Икарус“, која је национализована после 1945. године, пријавили су се за реституцију. Управна зграда некадашње фабрике авиона била је симбол индустријског развоја Краљевине Југославије. Поред тога што је био један од најстаријих сачуваних предмета на Новом Београду, био је једини представник Арт Деко-а у општини. Грађани су предложили да се зграда може адаптирати у Музеј Новог Београда или огранак Музеја ваздухопловства . Зграда није била заштићена законом. Ипак, зграда је срушена у јулу 2018.

### Рогожарски (1924-46)
Претходник предузећа била је столарска радионица Рогожарски. Радила је на поправкама заплењених авиона у Првом светском рату . У априлу 1924. године Живојин Рогожарски је у Београду основао „Прву српску фабрику авиона Живојин Рогожарски“. У почетку је заједно са Икарусом радио на „ШБ“. Због већих финансијских губитака, предузеће су нови власници преузели 1934. Ресавац и браћа Благојевић трансформисали су предузеће у акционарско друштво „Рогожарски АД Београд“ и предузеће је поново оживљено. У периоду 1924-41 произвео је укупно 284 авиона, углавном пројектованих локално.
Поред „ШБ“, најпознатији авиони произведени у Рогожарском били су тренери Физир Ф1В и Рогожарски Р-100, пловни авион Рогожарски СИМ - XIV- X и ловац Хокер харикен .
Рогожарски је произвео авион ИК-3, који се сматра најбољим српским ловцем. Био је то једнокрилац са једним седиштем са ниским крилом, који су 1936. године направили Илић, Сивчев и Слободан Зрнић. Прототип је завршен 1938, а производња је започела 1940. До почетка Другог светског рата, априла 1941. године, завршено је само 12 авиона. Шесторица су била у служби у 51. независној ловачкој групи 6. ловачког ваздухопловног пука, која је бранила главни град Београд. Држали су се против авиона Месершмит Бф 109 (Бф 109Е), током немачке инвазије . Три ИК-3 су оборена, док је 7 Месершмита такође оборено из ватреног оружја, а један је оштећен. Три преостала ИК-3 уништиле су њихове посаде на земљи, како их не би ухватили напредујући Немци.
Фабрика се налазила у суседству Палилуле, омеђена улицама Станоја Главаша, Далматинска, Старине Новака и Кнеза Данила . Нове комунистичке власти национализовале су компанију, спојиле је у Икарус 1946, док су објекти трансформисани у ИКЛ (фабрика кугличних лежајева) 1948. Комплекс је срушен и 2015. године започета је изградња стамбеног и пословног насеља „Централ Гарден“, које би требало да укључује шеснаестоспратницу „Бизнис Гарден Торња“.

### Змај (1927-46)
1927. године у Земуну је основана фабрика „Змај“. Пуно име је било Фабрика аероплана и хидроплана - Змај, Петровић и Штерић. Од раних 1930-их фабрика је почела да производи прве државне авионе за обуку, обучавајући летеће чамце и тренерске борбене авионе, користећи француски дизајн. Током периода 1927-41 произведено је 126 лиценцираних авиона (страног дизајна), са додатних 220 локално пројектованих.
Производња локално дизајнираних авиона започела је 1932. Фабрика је, између осталих, произвела ловце Хавкер Хуррицане, Хокер Фјури и Девоатин Д.27, тренера Змаја Физира ФП-2 и путнички транспортер Спартан крузер за Друштво ваздушног саобраћаја Аеропут, прву ваздушну саобраћајну компанију у Србији и претечу модерног Ер Србија .
После 1946, компанија је била прилагођена за производњу пољопривредних машина, док је авионска секција спојена у Икарус.

### Бреге / ФАК (1927-42)
1924. године ваздухопловство је одлучило да изгради фабрику авиона за своје потребе, дубоко на територији државе. У септембру 1926. године на локалитету Дивље Поље код Краљева започета је изградња новог погона за изградњу и поправку авиона, који је завршен 1927. године. Према уговору са владом, убрзо га је преузела француска компанија Бреге Авијација, која га је користила за производњу авиона типа Брегe 19 . Фабрика се званично звала Бреге Аеропланска радионица у Краљеву, али је у колоквијалном називу била ФАК (Фабрика авиона Краљево). Производња Бреге 19 започела је 1928. године, а направљено је 470 комада, више авиона него било која друга фабрика у овом периоду. Производња је заустављена 1933. године када је уговор истекао и Французи су се повукли из посла. Ваздухопловно - технички завод  у Краљеву преузео је просторије. У том периоду су извршени поправци и произведени резервни делови.
Производња је ревитализована 1939. године када је основана Државна фабрика авиона (ДФА). Производња је укључивала модерне и сложеније двомоторне бомбардере Дорније До 17, по немачкој лиценци. Током масакра у Краљеву у октобру 1941. године, међу преко 2.000 жртава које су погубиле окупационе немачке снаге, било је 473 радника у фабрици.
Током повлачења пред инвазивном немачком војском, Краљевска југословенска војска уништила је највиталније делове постројења и Немци га никада нису успели да поправе, иако су га користили за повремене поправке авиона Бреге и Дорније. То мало преосталих машина и опреме које су преживеле демонтиране су 1942. године и пресељена (у Аустријy?). После рата власти нису покушале да обнове фабрику, већ је оно што је остало од ње причвршћено за ФВК, Фабрику вагона Краљево.

### Утва (1937)
Једриличарска задруга "Утва" основана је 5. јуна 1937. године, такође у Земуну. Производила је само једрилице до 1939, када је трансформисана у пуну фабрику авиона „Утва“ АД. 1940. фабрика је пресељена у Панчево где су састављени немачки лиценцирани авиони за обуку  Бикер Бу 131 (Бикер Јунгман). У Панчеву је фабрика имала свој аеродром.
Међу предратним једрилицама били су Шоштарић Врабац (дизајнер Иво Шоштарић) и Чавка. Укупно је направљено 39 једрилица и 148 Бикер Јунгмана пре 1941. године. Како је фабрика оштећена током рата, обновљена је у периоду 1944-1946 са ухваћенм немачким затвореницима фолксдојчерима из Срема и Баната, и са Икарусом, за који су били везани Змај и Рогожански, постала је главна снага у авионској индустрији.
Утва је поново покренута као радионица за поправке и фабрика авионске опреме, пре него што је 1948. године наставила производњу авиона, мада је наставила да производи делове и опрему за друге компаније које производе авионе, чак и из иностранства. Компанија је првенствено позната по својим тренерима. Најпознатији типови авиона укључују Утва Тројка, Утва 212, Утва 213 Вихор, Утва-65, Утва 66 и УТВА 75, као и компоненте за Соко Ј-22 Орао и Соко Г-4 Супер Галеб . Укупно је компанија конструисала преко 900 авиона. Један од новијих модела је тренер Ласта 95 .
У мају 1996. године Институт Лола из београдског предграђа Железник спојио се са Утвом у компанију Утва-Лола. Фабрика је бомбардована у неколико наврата током НАТО бомбардовања Србије 1999. године и много је оштећена. Комплекс је делимично реконструисан. 2017. године државна компанија Југоимпорт СДПР, која се бави оружјем и одбрамбеном опремом, преузела је 96% акција Утва-Лоле.
Компанија, која се сада назива „Утва авио-индустрија“, и даље је у тешкој финансијској ситуацији. Банковни рачун компаније остао је блокиран, није било обећаних инвестиција и отпуштено је 10% радне снаге. Од августа 2018. године, представници синдиката компаније тврдили су да фабрика „више није способна да производи летелице“. Међутим, компанија је представила свој нови авион истог месеца, авион за обуку "Сова", заправо прерађени  Утва 75.

### Storch Aviation (2000)
Компанију је основао Нестор Слепчев, који је првобитно дизајнирао авионе у Аустралији, али је након 1999. производњу преселио у Ченеј, надомак Новог Сада. Производи Слепчев Сторч, ултра лагану копију немачког Фи 156 Рода из Другог светског рата, величине 3/4. То је авион са два седишта, направљен од хрома и молибдена. Произведен је  у три верзије, од којих је једна четворосед, а друга може да слети на воду. Авиони су прилично популарни, извозе се у 50 држава.

### Aero East Europe (2006)
Компанија је специјализована за производњу лаких и ултралаких авиона. Основана је 2006. године у Краљеву, у близини локације предратне фабрике авиона. Производи лиценциране колумбијске авионе компаније АероАндина ( Кимбаја, Ембера, Тумако и Тирона ). Као и остали ултра лаки авиони, направљени су од хрома и молибдена.
Компанија је 2013. године произвела сопствени дизајн, ултралаки авион "Сила" . Постоји неколико верзија: Сила 450 Ц, модели крстарица Сила 750 Ц, Сила 750 С СТОЛ, медицински транспорт Сила 750 МТ са три седишта и Сила 950 са четири седишта. Дизајн је развијен у сарадњи са Машинским одсеком Универзитета у Београду . Поред производње, компанија такође одржава и поправља авионе и авионске моторе.

### Остало
Две преостале међуратне фабрике биле су „Влајковић“ у Београду и „Албатрос“ у Сремској Митровици .
У радионицама Аеропута изграђен је 1936. двомоторни Аеропут ММС-3, или Митровић ММС-3, са два седишта. Направљен је за ваздушну такси службу компаније.

## Индустрија делова и опреме

### Делови и опрема
Фабрике „ИАМ“ и „Влајковић- Валтер “ производиле су авионске моторе и обе су се налазиле у београдском индустријском предграђу Раковица .
„ИАМ“ (Индустрија аеропланских мотора АД ) основана је 1927. Била је у 50% власништву страних инвеститора до 1936. године, када је национализовано. Произвела је лиценциране моторе за авионе: Gnome-Rhône Jupiter, Gnome-Rhône 7K, Gnome-Rhône 9K, Gnome-Rhône Mistral Major.                                                                                                1940. године започела је склапање камиона Прага . После рата, ИАМ је постала ИМР, Индустрија Мотора Раковица, једна од највећих фабрика уопште у Југославији. Један одељак у ИМР-у наставио је да производи и поправља авионске моторе, иако је био најпознатији по производњи трактора до једва оперативних 2010-их, банкротирао је 2017.
Фабрика авионских мотора „С.Влајковић и синови“ настала је као столарска радионица 1925. године, коју је основао Светозар Влајковић. Радња, смештена у суседству Дорћола, поправљала је авионе Бреге XIV и његове моторе. Потом се фабрика преселила у Раковицу и започела производњу мотора Валтер НЗ. 1948. трансформисана је у "21. мај". Фабрика је, између осталих производа, производила авионске моторе, почев од клипних мотора, а  крајем 1950-их, и  лиценцирани млазни мотор Астазу XIV М1 за хеликоптере Аероспатиле Газелe и делове за млазне моторе Випер 632-41, 632 -46 и 636-41. Такође је произвела и друге специјалне делове хеликоптера, попут чворишта ротора и мењача.  ИМР је добио лиценцу од компаније General Motors за поправак њихових мотора, док је 1980-их производио дијелове мотора за Боинг и Тупољев . Са падом од 1990-их, углавном је вршио поправке делова хеликоптера. Стечајни поступак започет је 2016.
Телеоптик, прва фабрика која се бавила телефонијом, оптиком и прецизном механиком, основана је 1922. године на Дорћолу. Производња авионских инструмената, хладњака и друге опреме започета је 1928. Првобитно су сви производи били стране лиценце, али од 1935. године компанија је започела са дизајнирањем опреме. 1940. фабрика се преселила у Земун где је наставила да производи неке од авионских производа. Пропала је 2007. године, али је оптички део опстао као Телеоптик-Жироскопи.
„Проспект Нестор“, још једна фабрика прецизне механике, отворена је 1938. године у београдском насељу Звездара . Производила је војну опрему, али и нешто авионске опреме. После рата је национализована, трансформисана у „Прецизну механику“ и пресељен у махалу Учитељско Насеље . Иако није званично у стечају, посебно након неуспешне приватизације 2007. године, „Прецизна механика“ не ради.
Још један произвођач авионских инструмената била је компанија за оптику и прецизну механику „Микрон“, у београдском насељу Крунски венац . Такође су тестирали и прилагодили оптичке инструменте. 1947. године припојен је фабрици "Никола Тесла електронска индустрија" која је прешла на производњу кућних апарата. Приватизован је 2006. године и фактички је ван пословања.
"Проспект Јасеница" је прва фабрика која је произвела лиценциране свећице . Такође су поправили авионске моторе Бреге 19 Лоран. Канцеларије су биле у Земуну, али фабрика је била у граду Смедеревска Паланка . После рата, фабрика је постала језгро фабрике „ Гоша “, која је прешла на производњу шинских вагона, и банкротирала је 2018.
Фабрика „Кнебл и Дитрих“ основана је у  Инђији 1923. године, као „фабрика летеће опреме, падобрана и кожних одела“. Производња падобрана започела је 1934. године, првобитно по лиценци америчке компаније Irvin Airchute . Сувласник Мирослав Дитрих дизајнирао је 1930. први српски падобран "Спас", али је производња започела након америчких лиценцираних. До 1941. године компанија је производила 2.500 падобрана. Компанија је национализована 1947. године, преименована у „Фрањо Клуз“ и пресељена у Београд. Производња је била разнолика, укључујући спортске, војне, десантне, обучне, пилотске, хитне, кочионе, теретне и друге посебне падобране, комбинезоне, одела, оклопне прслуке, параглајдере и другу специјалну опрему. До 2007. године произведено је и извезено преко 200.000 падобрана, док је додатних 55.000 произведено за домаћу употребу, како војну тако и цивилну. Компанија је била подељена на неколико делова који су углавном банкротирали, али је „Клуз падобрани“, који се бавио производњом падобрана, приватизован 2006. године. Од 2007/08. Производња је обновљена у сарадњи са немачком компанијом Brüggemann.

### Одржавање и дизајн
Порекло Ваздухопловног завода Мома Станојловић  претходи Другом светском рату. Основан 1949. године као радионица за поправке авионских мотора, Ваздухопловни завод "Мома Станојловић" проширен је 1952. године у главни ремонтни објекат. Седиште је било у београдском предграђу Кнежевац . 1971. године спојио се са другим ремонтним погоном „Јастреб“ из Земуна. Садашње име компаније усвојено је 1976. године, а 1977. се преселило на аеродром Батајница . Институт је ремонтовао подзвучне и надзвучне летелице, попут МиГ-21, Соко Ј-22 Орао, Соко Г-2 Галеб, Соко Г-4 Супер Галеб, Соко Ј-21 Јастреб, Антонов Ан-2, Антонов Ан-26, Канадар, Утва, Злин и хеликоптере попут Газеле Аероспатиле, Мил Ми-2, Мил Ми-8 и Мил Ми-17 . Такође је поправљао клипове, пропелере и слободне турбинске моторе. Такође је поправљао и одржавао радио-навигациону опрему, летећу и фото опрему. Институт је такође произвео велики број делова и опреме. Оштећен је током НАТО бомбардовања 1999. године. У сарадњи са Ваздухопловно-техничким институтом развио је прототип мини беспилотне летелице Врабац Мини УАВ .
Институт Михајло Пупин, основан 1946. у Београду за развој рачунарских система, аутоматизације, роботике и телекомуникација, дизајнирао је и конструисао разне ваздухопловне пројекте: симулаторе летења за обуку пилота, симулаторе за обуку противавионских артиљераца, визуелне системе за симулаторе, системи за откривање емитера радара итд. Институт се налази у Звездарској шуми .
Ваздухопловно-технички институт основан је 1946. Био је то институт за истраживање и развој, повезан са летачким одсеком Машинске школе у Београду, али под управом Југословенске војске. Био је усредсређен на истраживање, развој и дизајн аеродинамике, механике лета, конструкција, стабилности, конструкција авиона, погона итд. Објекти института, који укључују подзвучне и трансоничне тунеле за ваздух, налазе се у Жаркову . 1992. године институт је административно укинут и придружен Војнотехничком институту Београд .
„Минел Инжењеринг Евинг“ део је концерна Минел, основаног 1948. Фокусиран је на електричну енергију и летачки инжењеринг. 2013. године добио је задатак да реконструише и надогради платформе авиона и паркинг места београдског аеродрома Никола Тесла .
Компанија „Аероинжињеринг“, коју је основао професор Александар Патрногић (1923-2012), од раних 1980-их, кроз консултације и инжењеринг, радила је на оснивању аеродрома и ваздушних база у иностранству, укључујући оригиналне идеје, одржавање, снабдевање и сервисирање опрема. Банкротирао је 2010.